# Christopher Priest

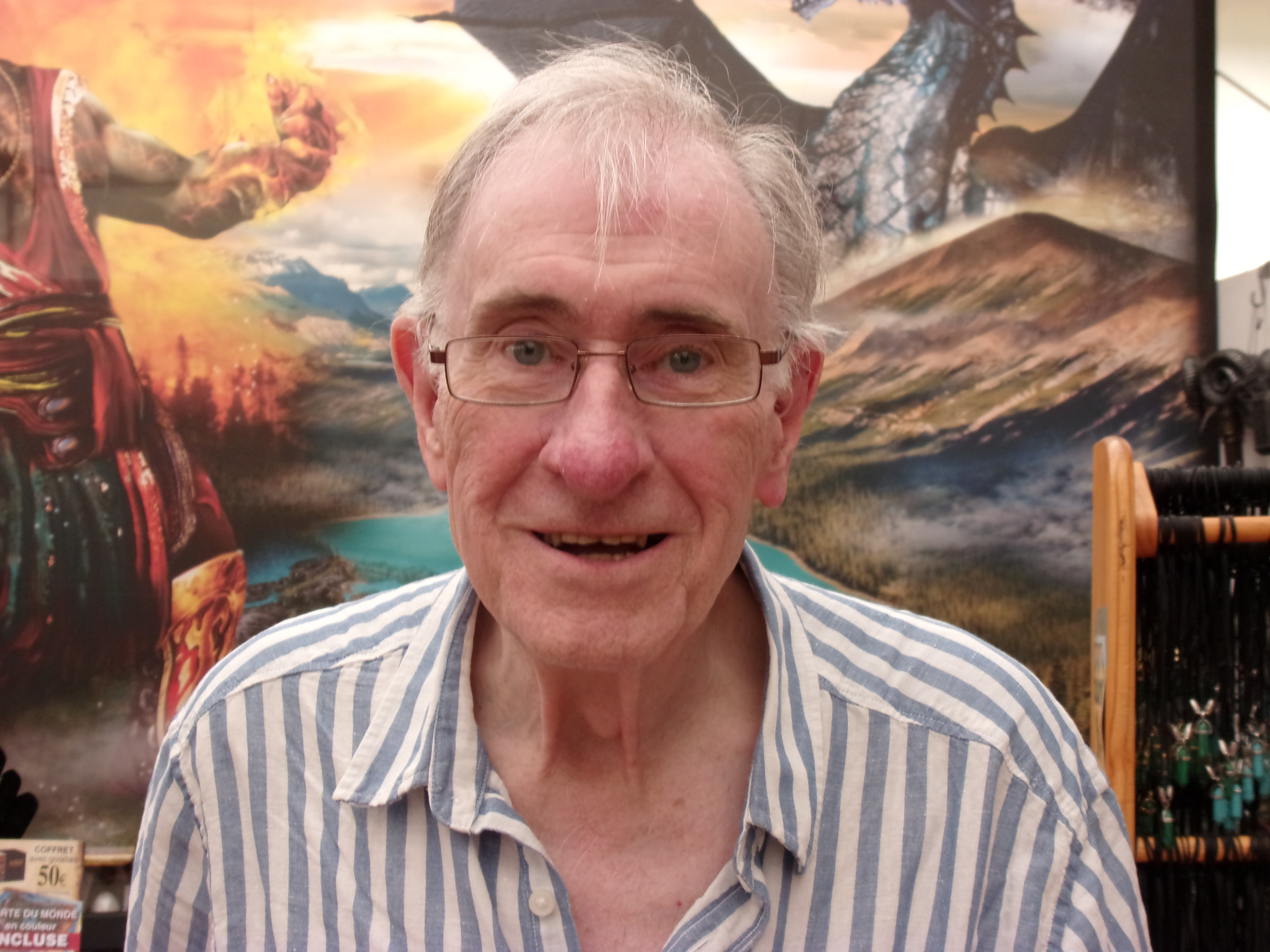
Christopher Priest (2019)

Christopher McKenzie Priest (geboren am 14. Juli 1943 in Cheadle, Cheshire, heute in Greater Manchester; gestorben am 2. Februar 2024 in Rothesay, Isle of Bute) war ein britischer Science-Fiction-Autor.

## Leben
Priest war der Sohn von Walter Priest und Millicent Priest, geborene Haslock. Bevor Priest 1968 beschloss, freier Schriftsteller zu werden, hatte er neun Jahre lang seinen Lebensunterhalt als Buchhalter verdient. 1966 war seine erste SF-Erzählung The Run in dem Magazin Impulse erschienen; weitere Erzählungen folgten, meist in dem britischen SF-Magazin New Worlds. 1970 erschien sein Debütroman Indoctrinaire. Eine Sammlung von unveröffentlichten Erzählungen aus den Jahren 1963 bis 1968 erschien 2008 unter dem Titel Ersatz Wines – Instructive Short Stories; eine Sammlung der frühen Veröffentlichungen erschien zunächst 1973 auf Deutsch als Transplantationen, auf Englisch 1974 als Real-Time World.
Seine ersten Romane waren noch eher traditionelle Science Fiction, mit ungewöhnlichen Ideen unterfüttert. Inverted World (1974) beispielsweise beschreibt eine Stadt, die immer in Bewegung bleiben muss wie ein gigantischer Eisenbahnzug, weil sich physikalische Konstanten rund um die Stadt herum ständig ändern. Der Roman Ein Traum von Wessex (1977) behandelt ein Thema, das in allen folgenden Romanen von zentraler Bedeutung sein sollte: Die Frage nach der Realität, nach dem unterschiedlichen Realitätsempfinden von verschiedenen Personen und dem Zusammenhang von Erinnerung und Realität.
Unter den Pseudonymen John Luther Novak und Colin Wedgelock schrieb Priest auch Romanfassungen nach Filmdrehbüchern, wie eXistenZ, Mona Lisa und Short Circuit.
Von 1969 bis 1973 war er mit Christine Merchant verheiratet, von 1981 bis 1987 mit der amerikanischen Schriftstellerin Lisa Tuttle. In dritter Ehe war er von 1988 bis 2011 mit der Schriftstellerin Leigh Kennedy verheiratet, mit der er zwei Kinder hatte. Seine letzte Partnerin war seit 2011 die britische Schriftstellerin Nina Allan, die er 2023 heiratete.
Er starb am 2. Februar 2024 im Alter von 80 Jahren an den Folgen einer Krebserkrankung.

## Auszeichnungen
- 1975: British Science Fiction Association Award für den Roman Inverted World
- 1977: Ditmar Award für den Roman The Space Machine
- 1980: British Science Fiction Association Award für die Kurzgeschichte Palely Loitering
- 1982: Ditmar Award für den Roman The Affirmation
- 1988: Kurd-Laßwitz-Preis für The Glamour (deutsch Der schöne Schein) als bester ausländischer Roman
- 1996: World Fantasy Award für den Roman The Prestige
- 1999: British Science Fiction Association Award für den Roman The Extremes
- 2001: Prix Utopia für das Lebenswerk
- 2002: Grand Prix de l’Imaginaire für The Discharge (französisch Retour au foyer) als beste übersetzte Kurzgeschichte
- 2003: Arthur C. Clarke Award für den Roman The Separation
- 2003: British Science Fiction Association Award für den Roman The Separation
- 2005: Grand Prix de l’Imaginaire für The Separation als bester übersetzter Roman
- 2012: British Science Fiction Association Award für den Roman The Islanders
- 2012: John W. Campbell Memorial Award für den Roman The Islanders

## Bibliografie
Dream Archipelago (Traumarchipel)
- An Infinite Summer. (1976, Kurzgeschichte)
  - Deutsch: Ein endloser Sommer. Übersetzt von René Mahlow. In: Wolfgang Jeschke (Hrsg.): Spinnenmusik. Heyne SF&F #3646, 1979, ISBN 3-453-30559-0 sowie in Karl Michael Armer, Wolfgang Jeschke (Hrsg.): Zielzeit - Die schönsten Zeitreise-Geschichten. 2. Band, Heyne (Bibliothek der Science Fiction Literatur #29), 1985, ISBN 3-453-31093-4 und Karl Michael Armer, Wolfgang Jeschke (Hrsg.): Die Gehäuse der Zeit - Die besten Zeitreisegeschichten aller Zeiten. Heyne SF&F #5075, 1994, ISBN 3-453-07268-5.
- The Cremation. (1978, Kurzgeschichte)
  - Deutsch: Die Feuerbestattung. Übersetzt von Michael Nagula. In: Der Traumarchipel. 1987.1
- The Negation. (1978, Kurzgeschichte)
  - Deutsch: Die Verneinung. Übersetzt von Michael Nagula. In: Der Traumarchipel. 1987.1
- The Watched. (1978, Kurzgeschichte)
  - Deutsch: Der Beobachtete. Übersetzt von Rose Aichele. In: Wolfgang Jeschke (Hrsg.): Venice 2. Heyne SF&F #4199, 1985, ISBN 3-453-31174-4.
- Whores. (1978, Kurzgeschichte)
- The Miraculous Cairn. (1980, Kurzgeschichte)
  - Deutsch: Der wundervolle Steinhügel. Übersetzt von Michael Nagula. In: Der Traumarchipel. 1987.1
- The Affirmation. (1981, Roman)
  - Deutsch: Der weiße Raum. Übersetzt von Walter Brumm. Heyne SF&F #4073, 1984, ISBN 3-453-31037-3.
- The Glamour. (1984, Roman)
  - Deutsch: Der schöne Schein. Übersetzt von Walter Brumm. Heyne SF&F #4413, 1987, ISBN 3-453-00427-2.
- The Equatorial Moment. (1999, Kurzgeschichte)
- The Dream Archipelago. (1999, Sammlung mit sechs Kurzgeschichten)
- The Discharge. (2001, Kurzgeschichte)
- The Trace of Him. (2008, Kurzgeschichte)
- Fireflies. (2008, Kurzgeschichte)
- The Islanders. (2011, Roman)
- The Gradual. (2016, Roman)
- The Evidence. (2020, Roman)

1 Im Jahr 1987 brachte Michael Nagula eine Sammlung mit drei Kurzgeschichten, zwei eigenen Essays und einem Essay von Christopher Priest heraus:
- Der Traumarchipel – Ein Zyklus um Liebe und Krieg. Sammlung Luchterhand #706, 1987, ISBN 3-472-61706-3.
Der Traumarchipel – Inselreich im Herzen der Welt. (Essay von Michael Nagula)
Der wundervolle Steinhügel.
Die Feuerbestattung.
Die Verneinung.
Verlorene Rede eines Sohns. (Essay von Christopher Priest, übersetzt von Walter Brumm)
Von den Inseln im Hier und Heute. (Essay von Michael Nagula)

Romane
- Indoctrinaire. (1970)
  - Deutsch: Zurück in die Zukunft. Übersetzt von Tony Westermayr. Goldmanns Weltraum Taschenbücher #133, 1971, ISBN 3-442-23133-7.
- Fugue for a Darkening Island. (1972)
  - Deutsch: Schwarze Explosion. Übersetzt von Tony Westermayr. Goldmanns Weltraum Taschenbücher #154, 1972, ISBN 3-442-23154-X.
- (The) Inverted World. (1974)
  - Deutsch: Die Stadt. Übersetzt von Yoma Cap. Heyne SF&F #3465, 1976, ISBN 3-453-30368-7. Auch als: Der steile Horizont. Heyne (Bibliothek der Science Fiction Literatur #41), 1984, ISBN 3-453-31090-X. Überarbeitete und ergänzte Neuausgabe: Inversion. Heyne (Meisterwerke der Science-Fiction), 2020, ISBN 978-3-453-32065-9.
- The Space Machine. (1976)
  - Deutsch: Sir Williams Maschine. Übersetzt von Thomas Schlück. Heyne SF&F #3540, 1977, ISBN 3-453-30433-0.
- The Perfect Lover. (1977)
- A Dream of Wessex. (1977)
  - Deutsch: Ein Traum von Wessex. Übersetzt von Ronald M. Hahn. Heyne SF&F #3631, 1979, ISBN 3-453-30543-4.
- Mona Lisa. (1986, als John Luther Novak)
- Short Circuit. (1986, als Colin Wedgelock)
- The Quiet Woman. (1990)
  - Deutsch: Die stille Frau. Übersetzt von Biggy Winter. Heyne SF&F #4833, 1991, ISBN 3-453-05019-3.
- The Prestige. (1995)
  - Deutsch: Das Kabinett des Magiers. Übersetzt von Michael Morgental. Weitbrecht, 1997, ISBN 3-522-72135-7 sowie Bastei-Lübbe, 2000, ISBN 3-404-14448-1. Auch als: Prestige: Die Meister der Magie. Überarbeitete Neuauflage, Heyne, München 2007, ISBN 978-3-453-52211-4.
- The Extremes (1998)
  - Deutsch: Die Amok-Schleife. Übersetzt von Usch Kiausch. Heyne SF&F #6387, 2002, ISBN 3-453-19663-5.
- Existenz (1999, basiert auf dem David Cronenberg Film eXistenZ, als John Luther Novak)
  - Deutsch: EXistenZ. Übersetzt von Almuth Heuner. Ullstein TB #24746, 1999, ISBN 3-548-24746-6.
- The Separation. (2002)
- The Adjacent. (2013)
- An American Story. (2018)
- Expect Me Tomorrow. (2022)
- Airside. (2023)

Kurzgeschichten
- Going Native. (1963)
- Stranglehold. (1964)
- Star Child. (1964)
- The Witch Burners. (1965)
- Nicholson’s Repentances. (1965)
- Combined Operation. (1965)
- The Ostrich Seed. (1965)
- The Run. (1966)
  - Deutsch: Aufruhr. Übersetzt von Tony Westermayr. In: Transplantationen. 1973.
- Conjugation. (1966)
- Impasse. (1967)
- The Ersatz Wine. (1967)
- Chance. (1967)
- The Interrogator. (1968)
- The Perihelion Man. (1969)
  - Deutsch: Sturz in die Sonne. Übersetzt von Tony Westermayr. In: Transplantationen. 1973.
- Double Consummation. (1970)
  - Deutsch: Gemischtes Doppel. Übersetzt von Tony Westermayr. In: Transplantationen. 1973.
- Breeding Ground. (1970)
  - Deutsch: Brutstätte. Übersetzt von Tony Westermayr. In: Transplantationen. 1973.
- Nothing Like the Sun. (1970)
- Fire Storm. (1970)
  - Deutsch: Feuersturm. Übersetzt von Tony Westermayr. In: Transplantationen. 1973.
- Real-Time World. (1971)
  - Deutsch: Soziologisches Experiment. Übersetzt von Tony Westermayr. In: Transplantationen. 1973.
- Sentence in Binary Code. (1971)
  - Deutsch: Lebenslänglich. Übersetzt von Tony Westermayr. In: Transplantationen. 1973.
- The Head and the Hand. (1972)
- The Eyes of a Man. (1972)
  - Deutsch: Die Augen des Menschen. Übersetzt von Tony Westermayr. In: Transplantationen. 1973.
- The Inverted World. (1973)
- A Woman Naked. (1974)
- Transplant. (1974)
  - Deutsch: Die Transplantation. Übersetzt von Tony Westermayr. In: Transplantationen. 1973.
- The Invisible Men. (1974)
- Men of Good Value. (1975)
- The Agent. (1979, mit David Redd)
  - Deutsch: Der Agent. Übersetzt von Ulrike von Puttkamer. In: Herbert W. Franke (Hrsg.): SF international III. Goldmann Science Fiction #23412, 1982, ISBN 3-442-23412-3 sowie in Karl Michael Armer, Wolfgang Jeschke (Hrsg.): Zielzeit - Die schönsten Zeitreise-Geschichten. 2. Band, Heyne (Bibliothek der Science Fiction Literatur #29), 1985, ISBN 3-453-31093-4 und Karl Michael Armer, Wolfgang Jeschke (Hrsg.): Die Gehäuse der Zeit - Die besten Zeitreisegeschichten aller Zeiten. Heyne SF&F #5075, 1994, ISBN 3-453-07268-5.
- Palely Loitering. (1979)
  - Deutsch: Grenzstreifzüge. Übersetzt von Irmtraud Kremp. In: Manfred Kluge (Hrsg.): Grenzstreifzüge. Heyne SF&F #3792, 1981, ISBN 3-453-30694-5.
- The Making of the Lesbian Horse. (1979)
- The Affirmation. (excerpt) (1981)
- The Ament. (1985)
- I, Haruspex. (1998)
- The Cage of Chrome. (2000)
- A Dying Fall. (2006)
- The Sorting Out. (2008)
- futouristic.co.uk. (2009)
- Widow’s Weeds. (2011)
- The Stooge. (2013)
- Shooting an Episode. (2017)

Kurzgeschichtensammlungen
- Real-Time World. (1974)
  - Deutsch: Transplantationen. Übersetzt von Tony Westermayr. Goldmann Science Fiction #165, 1973, ISBN 3-442-23165-5.
- An Infinit Summer. (1979)
- Ersatz Wines – Instructive Short Stories. (2008)
- Episodes: Short Stories. (2019)

Anthologien (als Herausgeber)
- Anticipations. (1978)
- Stars of Albion. (1979, mit Robert Holdstock)

Sachbücher
- The Book on the Edge of Forever: An Enquiry into the Non-Appearance of Harlan Ellison’s the Last Dangerous Visions. (1994, auch als The Last Deadloss Visions., 1987)
- Seize the Moment: Autobiography of Helen Sharman. (1993, mit Helen Sharman)
- Running Tall. (1994, mit Sally Gunnell)
- The Song of the Book. (2000)
- The Magic – The Story of a Film. (2008)
- “It” Came from Outer Space. (2009)

## Verfilmung
Sein Roman Das Kabinett des Magiers wurde 2006 unter der Regie von Christopher Nolan unter anderem mit den Schauspielern Hugh Jackman, Christian Bale, Michael Caine und David Bowie unter dem Titel Prestige – Meister der Magie verfilmt.